# Aulacorhynchus derbianus
Aulacorhynchus derbianus là một loài chim trong họ Ramphastidae.